# Зелёный Луг (Пятихатский район)
Зелёный Луг (укр. Зелений Луг) — село,
Зорянский сельский совет,
Пятихатский район,
Днепропетровская область,
Украина.
Код КОАТУУ — 1224581705. Население по переписи 2001 года составляло 36 человек .

## Географическое положение
Село Зелёный Луг находится на расстоянии в 1 км от села Комиссаровка.
По селу протекает пересыхающий ручей с запрудой.